# Encyocrypta berlandi
Espèce
Encyocrypta berlandi est une espèce d'araignées mygalomorphes de la famille des Barychelidae.

## Distribution
Cette espèce est endémique de Nouvelle-Calédonie. Elle se rencontre vers le col des Roussettes.

## Description
La femelle holotype mesure 12 mm

## Étymologie
Cette espèce est nommée en l'honneur de Lucien Berland.

## Publication originale
- Raven & Churchill, 1991 : A revision of the mygalomorph spider genus Encyocrypta Simon in New Caledonia (Araneae Barychelidae). Zoologia Neocaledonica, vol. 2, Mémoires du Muséum National d'Histoire Naturelle de Paris, sér. A, vol. 149, p. 31-86.